# 法里博縣
法里博縣（英語：Faribault County）是美國明尼蘇達州南部的一個縣，南鄰愛阿華州。面積1,869平方公里。根據美國2000年人口普查，共有人口16,181人。縣治布盧厄斯 (Blue Earth)。
成立於1855年2月20日。縣名紀念在當地第一位從事農業的白人約翰·巴蒂斯特·法里博 （Jean Baptiste Faribault）。